# Questão Oriental
A Questão Oriental (ou Questão do Oriente) pode ser definida como o conjunto de problemas políticos e diplomáticos causados pela decadência do Império Otomano e dos interesses das grandes potências em algumas de suas regiões. A expressão não se aplica a qualquer problema particular, mas inclui uma variedade de questões levantadas durante os séculos XVIII, XIX e XX, incluindo a instabilidade no território europeu governado pelo império dos sultões. A Questão gerou incertezas sobre o futuro do decadente Império Otomano (o "velho doente da Europa") e os problemas internacionais gerados por sua desintegração, como as disputas entre as grandes potências europeias pelos territórios turcos no Oriente Médio, no Norte da África, nos Bálcãs e no Cáucaso.
A Questão é normalmente datada em 1774, quando a Guerra Russo-Turca de 1768-1774 terminou em derrota para os otomanos. A partir do momento em que a dissolução do Império Otomano passou a ser considerada iminente, as potências europeias passaram a se envolver em uma luta para salvaguardar o seu poder militar, estratégico e interesses comerciais nos domínios otomanos. A Rússia Imperial tentava beneficiar da queda otomana expandindo-se pelos Bálcãs e pelo Cáucaso e procurando ter acesso às "águas quentes" do Mediterrâneo; por outro lado, a Áustria e o Reino Unido consideravam que a preservação do Império era do seu interesse, para impedir a expansão russa e, no caso da Áustria, para impedir a sublevação dos eslavos do sul que viviam sob o seu domínio, enquanto a posição da França mudou várias vezes ao longo dos séculos. Por fim, a Alemanha tinha como objetivo controlar economicamente o Império Otomano e se expandir para a Ásia Ocidental, no âmbito da política Drang nach Osten. A Questão do Oriente foi encerrada logo após a Primeira Guerra Mundial, que resultou no colapso do Império Otomano.

## Antecedentes

No auge do seu poder (1683), o Império Otomano controlava vastos territórios no Oriente Próximo e no Norte da África, bem como na Europa Central e nos Bálcãs

A Questão Oriental emergiu quando o poder do Império Otomano começou a diminuir durante o século XVII. Os otomanos estavam no auge do seu poder em 1683, quando então foram derrotados na batalha de Viena pela Áustria. A paz foi selada muito mais tarde (em 1699) com o Tratado de Karlowitz, que obrigou o Império Otomano ceder muitas de suas posses da Europa Central, incluindo a Hungria. Com a sua expansão para o oeste barrada, o Império Otomano nunca mais seria uma ameaça grave para a Áustria, que se tornou a potência dominante na Europa Central.
A Questão Oriental se desenvolveu verdadeiramente durante as Guerras russo-turcas do século XVIII. A primeira das guerras, que começou em 1768, terminou em 1774 com o Tratado de Küçük-Kainarji. O tratado foi interpretado pelos russos como uma permissão para que agissem como protetores dos cristãos ortodoxos que viviam sob a soberania do sultão otomano, e estabeleceu a Rússia um grande poder sobre o mar Negro. Outro conflito russo-turco começou em 1787. A imperatriz da Rússia, Catarina II, entrou em uma aliança com o governante austríaco, o imperador José II, e os dois concordaram com a partilha do Império Otomano entre os seus respetivos povos, o que alarmou as outras potências europeias, nomeadamente o Reino Unido, França e a Prússia. A Áustria foi então forçada a retirar-se da guerra em 1791. De imediato, após o Tratado de Jassy (1792), a Rússia passou a desempenhar um papel preponderante no Mar Negro.
Durante o início do século XIX, os posicionamentos das grandes potências mediante o Império Otomano se tornaram claros e a Rússia ficou ainda mais diretamente envolvida com a Questão Oriental. A nação estava principalmente preocupada com o controle do acesso ao Mar Negro e ao Mediterrâneo (em especial adquirindo o importante porto de Constantinopla). A Rússia estava especialmente ansiosa para obter direitos sob a navegação segura para seus navios mercantes e de guerra, enquanto negava privilégios semelhantes a outras forças europeias. Outro interesse russo não menos importante era a proteção dos interesses envolvendo os cristãos ortodoxos nos Bálcãs, que estavam sob o controle dos otomanos e também dos austríacos.
A Áustria foi a potência que se opôs mais ferozmente aos interesses russos sobre os territórios otomanos. Embora se considerasse o principal adversário europeu do Império Otomano, a Áustria acreditava que a ameaça otomana era muito menos grave do que um avanço russo ao longo do rio Danúbio, que cortava boa parte do seu império. A Áustria também temia que a desintegração do Império Otomano em vários Estados-nações daria origem ao sentimento de nacionalismo entre os muitos grupos étnicos de seu próprio império, e principalmente entre os eslavos do sul. Por estes motivos, um dos principais objetivos da Áustria tornou-se manter a unidade do Império Otomano.
Do mesmo modo, o Reino Unido via a contenção do Império Russo como vital para a segurança das suas possessões coloniais na Índia, e havia um clima de grandes desconfiança entre as duas potências devido ao Grande Jogo. Além disso, o controle russo de Estreito de Bósforo poderia dificultar a dominação britânica do Mediterrâneo oriental. O Império Britânico estava também preocupado com a preservação do tradicional equilíbrio global do poder, que acabaria por ser afetado com uma eventual queda do Império Otomano.

## História

### Era napoleônica

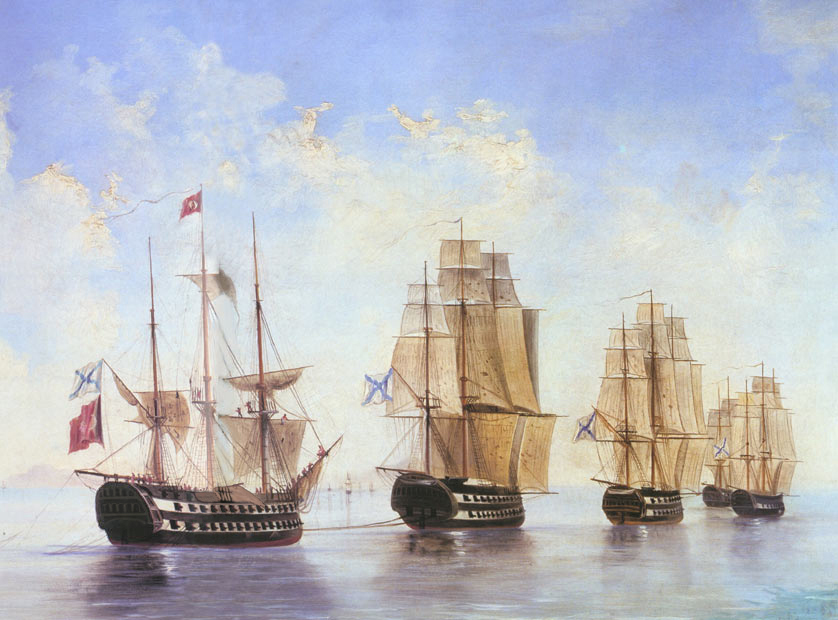
Frota russa após a Batalha de Atos de Aleksey Bogolyubov (1824-1896)

No início do século XIX, a atenção da Europa foi roubada por Napoleão Bonaparte. Para garantir a sua própria dominação da Europa e tornar as potências quase impotentes, Napoleão estabeleceu uma aliança com a Rússia através da celebração do Tratado de Tilsit, em 1807. O Império Russo se comprometeu a ajudar Napoleão em sua guerra contra o Reino Unido enquanto este, por seu turno, receberia os territórios otomanos da Moldávia e Valáquia. Caso o sultão se recusasse a entregar tais territórios, França e Rússia iriam atacar o império e os domínios otomanos na Europa seriam divididos entre os dois aliados.
O regime de Napoleão ameaçava não somente o sultão, mas também o Reino Unido, a Áustria e a Prússia, que se viam quase impotentes em face de tal aliança. A aliança aprovada incomodava principalmente os austríacos, uma vez que estes imaginavam que um ataque conjunto franco-russo devastaria totalmente o Império Otomano. A Áustria tentou então, a partir de seu ministro Metternich, usar a via diplomática para impedir tal ataque, e quando esta falhou, a potência foi obrigada a concordar com uma partição pacífica. Esta seria uma solução desvantajosa para a Áustria, mas seria menos perigosa que uma completa aquisição do sudeste da Europa por parte da Rússia.
Entretanto, o eventual ataque contra o império nunca chegou a acontecer, e a aliança construída em Tilsit acabou por ser dissolvida pela Campanha da Rússia em 1812. Após a derrota de Napoleão pela ação das grandes potências, em 1815, os representantes dos vencedores se reuniram no Congresso de Viena, que falhou ao não tomar medidas relacionadas à integridade territorial do decadente império dos sultões. Essa omissão, juntamente com a exclusão dos otomanos da Santa Aliança, foi interpretada por muitos como uma definição de que a Questão Oriental era apenas russa, e que não afetaria quaisquer outras nações europeias.

### Independência grega e novos conflitos

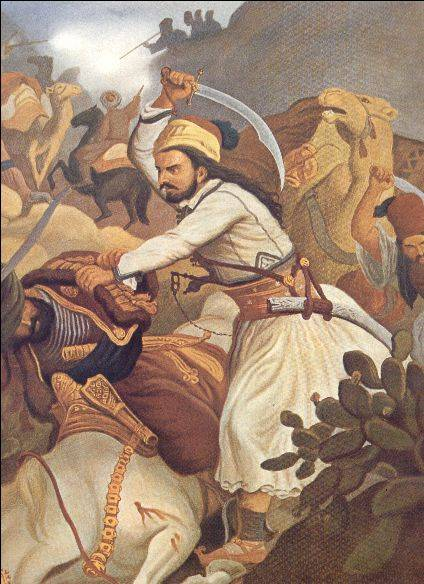
A Batalha de Vassilika, em 1821, marcou o ponto de virada na guerra entre gregos e turco-otomanos

A Questão Oriental mais uma vez tornou-se um grande problema europeu quando os gregos declararam independência do império do sultão em 1821. Foi a esta altura que a expressão "Questão Oriental" foi cunhada. Desde a derrota de Napoleão, em 1815, existiam rumores de que o imperador da Rússia desejava invadir o Império Otomano, e de que a revolta grega seria um pretexto para uma invasão se tornar ainda mais provável. O Ministro dos Negócios Estrangeiros britânico, Robert Stewart, Visconde de Castlereagh, bem como o Ministro dos Negócios Estrangeiros austríaco, Metternich, aconselharam o imperador da Rússia, Alexandre I, para não entrar em guerra. Em vez disso, pediram a ele que mantivesse o Concerto da Europa (o espírito de colaboração ampla no continente que persistia desde a derrota de Napoleão). Um desejo de uma cooperação pacífica também foi pretendido por Alexandre I, que tinha fundado a Santa Aliança. Ao invés de ajudar os gregos e atacar os otomanos, aliviando imediatamente a Questão do Oriente, o czar oscilou e, em última instância, não tomou qualquer ação decisiva.
A morte de Alexandre I, em 1825, levou Nicolau I ao trono russo, que logo decidiu que não toleraria negociações e conferências e interviria imediatamente na Grécia. O Reino Unido também se envolveu pouco depois, interessado em impor sua vontade sobre um recém-formado Estado grego, e também para evitar que a nação se tornasse vassala dos russos. O espírito do romantismo, que no momento dominava a vida cultural da Europa Ocidental, também fez apoio à independência grega politicamente viável. A França se alinhou com os gregos, porém a Áustria (ainda preocupada com a expansão russa) não. Indignado com a interferência das grandes potências, o sultão otomano, Mamude II, denunciou a Rússia como um inimigo do Islã, declarando guerra ao país em 1828. A Áustria, alarmada, procurou formar uma coligação anti-russa, mas suas tentativas foram em vão.
À medida que a guerra prosseguia, a Rússia ganhava uma firme vantagem sobre o Império Otomano. Ao prolongar ainda mais as hostilidades, no entanto, a Rússia convidaria a Áustria para entrar na guerra contra ela, o que teria resultado em grande suspeição no Reino Unido. Assim, para os russos tornou-se claro que a tentativa de destruir o império não iria dar certo e que outras potências iriam interferir. Nesta fase, o rei da França, Carlos X, propôs a divisão do Império Otomano entre Prússia, Áustria, Rússia e outras potências, mas seu esquema foi apresentado tarde demais para produzir algum resultado.
Deste modo, a Rússia foi capaz de assegurar que não sofreria uma derrota decisiva e também que não seria realizada a partilha do Império Otomano. A nação optou, a partir de então, a política de degradação do império do sultão, de modo a torná-lo meramente uma dependência. Em 1829, o imperador russo concluiu o Tratado de Adrianópolis com o sultão e, ao seu império, foi concedido um território adicional ao longo do Mar Negro. Além disso, foi concedido às naves russas o direito de acesso ao Estreito de Dardanelos. Pouco depois, a independência grega seria finalmente concedida pelo Tratado de Constantinopla, em 1832, e a Grécia seria a primeira nação balcânica de várias outras que viriam a se formar.

### Crises do Egito e Maomé Ali

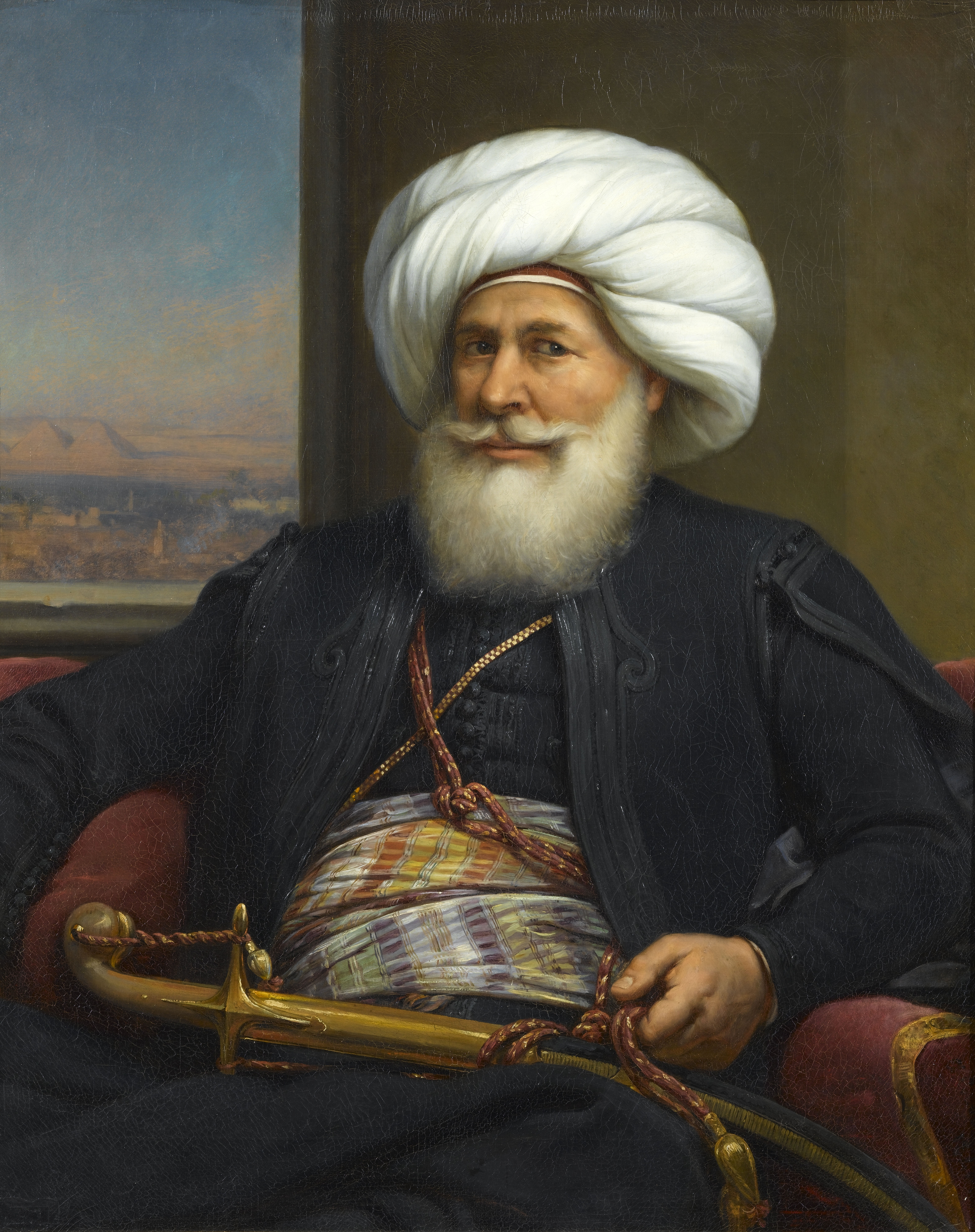
Maomé Ali

Por duas vezes o Egito provocou complicações internacionais, sendo várias as causas das chamadas crises egípcias. No início do século XIX, o paxá do Egito, Maomé Ali, vassalo do sultão, com auxílio técnico e econômico de franceses e gregos, empreendeu, a partir de 1806, grandes obras voltadas para a modernização do Egito, além de organizar um forte exército e uma poderosa armada. Durante o caso grego, o paxá forneceu ajuda aos turcos, tendo em vista a obtenção da Síria otomana e a hereditariedade para sua dinastia. Com a derrota turco-otomana, o sultão recusou-se a efetuar tais concessões, o que fez Maomé Ali usar suas forças. A Rússia aliou-se ao sultão, pois não lhe convinha a substituição de um fraco Império Otomano por um Estado novo e poderoso. O czar da Rússia tinha interesse em reduzir o sultão a um mero posto de vassalo, enquanto o Reino Unido limitava-se a fracos protestos. Do outro lado, os modernos exércitos egípcios acreditavam que podiam conquistar todos os territórios otomanos e então iniciar uma novo império.
Durante a primeira crise (1832-1833), o exército egípcio obteve sucessivas vitórias e rumou para Constantinopla, sendo, porém, detido por forças russas. Pelo Tratado de Kutayeh, assinado em abril de 1833, o Egito recebeu a Síria, enquanto a Rússia, por sua vez, assegurava, em 1833, pelo Tratado de Unkiar Skelessi, uma aliança de oito anos com os turcos. A Rússia atingiu o objetivo de garantir sua completa predominância perante os assuntos otomanos e comprometeu-se a proteger o império dos ataques externos. Por sua vez, o sultão comprometeu-se em encerrar o conflito por Dardanelos que a Rússia sempre ambicionou. Esta disposição do Tratado de Unkiar Skelessi levantou um problema conhecido como a "Questão dos Estreitos". O acordo previa o encerramento de todas as guerras, mas muitos estadistas europeus acreditavam erradamente que a cláusula não conseguiu restringir navios russos. O Reino Unido e a França indignaram-se com a má interpretação da cláusula, pois eles também procuravam conter a expansão russa. Os dois reinos, no entanto, divergiam sobre os meios para atingir os seus objetivos, e enquanto os britânicos pretendiam defender o sultão, os franceses preferiam fazer Maomé Ali (quem eles viam como mais competente), o governante de todo o Império Otomano. A intervenção russa levou o Sultão a negociar um acordo de paz com Maomé Ali, em 1833, mas a guerra eclodiu mais uma vez, em 1839.
As origens da segunda crise remontam às consequências da primeira. Os otomanos, não se conformando com a perda da Síria, dispuseram-se a reconquista-lá logo que surgisse uma oportunidade. A crise começou em 1839, quando os turcos invadiram a Síria, sendo logo derrotados na Batalha de Nezib. O sultão Mamude II morreu em 1833, deixando o Império Otomano para seu filho, Abdul-Mejid. O estado das coisas, no momento da adesão do novo Sultão, era extremamente crítica, já que o exército otomano tinha sido derrotado pelas forças de Maomé Ali. Outro desastre seguiu-se quando toda a frota turca foi apreendida pelos egípcios insurgentes. A Grã-Bretanha e a Rússia já se preparavam para intervir e evitar o colapso do Império Otomano, mas a França continuou a apoiar Maomé Ali. Metternich, o chanceler austríaco, propôs uma conferência internacional a fim de solucionar o problema. Para surpresa da França, foi assinado, em julho de 1840, o Tratado de Londres, entre as grandes potências (Rússia, Reino Unido, França, Áustria e Prússia). O acordo colocava o Império Otomano sob a proteção das referidas potências, além de conceder a Síria a Maomé Ali e o direito da hereditariedade de sua dinastia no Egito. Previa-se também o uso da força caso o paxá não aceitasse as decisões. Sem apoio externo, Ali capitulou em dezembro de 1840, mas concordou em fazer um ato de apresentação nominal para o sultão.
A única questão pendente do período foi a "Questão dos Estreitos". Em 1841, a Rússia deu consentimento para a revogação do Tratado de Unkiar Skelessi ao aceitar a Convenção de Londres sobre os Estreitos. As grandes potências concordaram com o restabelecimento do "antiga domínio" do Império Otomano: o Tratado determinava, em tempos de paz, o fechamento de Bósforo e Dardanelos a navios de guerra de qualquer nação, ficando o sultão, em caso de conflito, autorizado a dar passagem a seus aliados. Com a Convenção dos Estreitos, o imperador russo Nicolau I abandonou a ideia de reduzir o Sultão a um estado de dependência, e retornou o plano de partição dos territórios otomanos na Europa.
Assim, após a resolução da guerra egípcia que tinha começado em 1831, o Império Otomano fraco já não era inteiramente dependente da Rússia. Foi, no entanto, não verdadeiramente um estado independente, porque se apoiou nas grandes potências da Europa para sua proteção. Várias tentativas de reforma interna foram feitas, mas elas não conseguiram pôr termo ao declínio do grande império. Até os anos de 1840, o Império Otomano já havia se tornado o "homem doente da Europa", e a sua eventual dissolução parecia inevitável. Desse modo, a segunda crise egípcia encerrou-se beneficiando a Inglaterra, que conteve a França e também a expansão russa.

### Revoluções de 1848
As grandes potências tinham chegado a um compromisso para pôr fim à revolta de Maomé Ali. A Questão do Oriente ficou dormente por cerca de uma década até ser reavivada pelas Revoluções de 1848. Embora a Rússia pudesse ter aproveitado a oportunidade para atacar o Império Otomano (a França e a Áustria, no momento, estavam ocupadas pelas suas próprias insurreições), ela se decidiu por não o fazer. O Imperador Nicolau, na ocasião, incumbiu suas tropas para a defesa da Áustria, considerando que a boa vontade em estabelecer o processo iria lhe permitiria aproveitar as possessões otomanas na Europa numa data posterior.
Após a supressão da revolta no Império Austríaco, uma guerra austro-russa contra o Império Otomano parecia iminente. O retorno dos rebelados de 1848 que haviam fugido para os territórios do sultão foi exigido pela Áustria e pela Rússia, mas o sultão se resumiu a recusá-lo. Os monarcas, então, retiraram seus embaixadores da Turquia, indignados com a Sublime Porta, e ameaçaram um conflito armado. Quase imediatamente, no entanto, o Reino Unido e a França enviam tropas para proteger o frágil império e os dois imperadores retiraram suas reivindicações de entrega dos fugitivos.

### Guerra da Crimeia

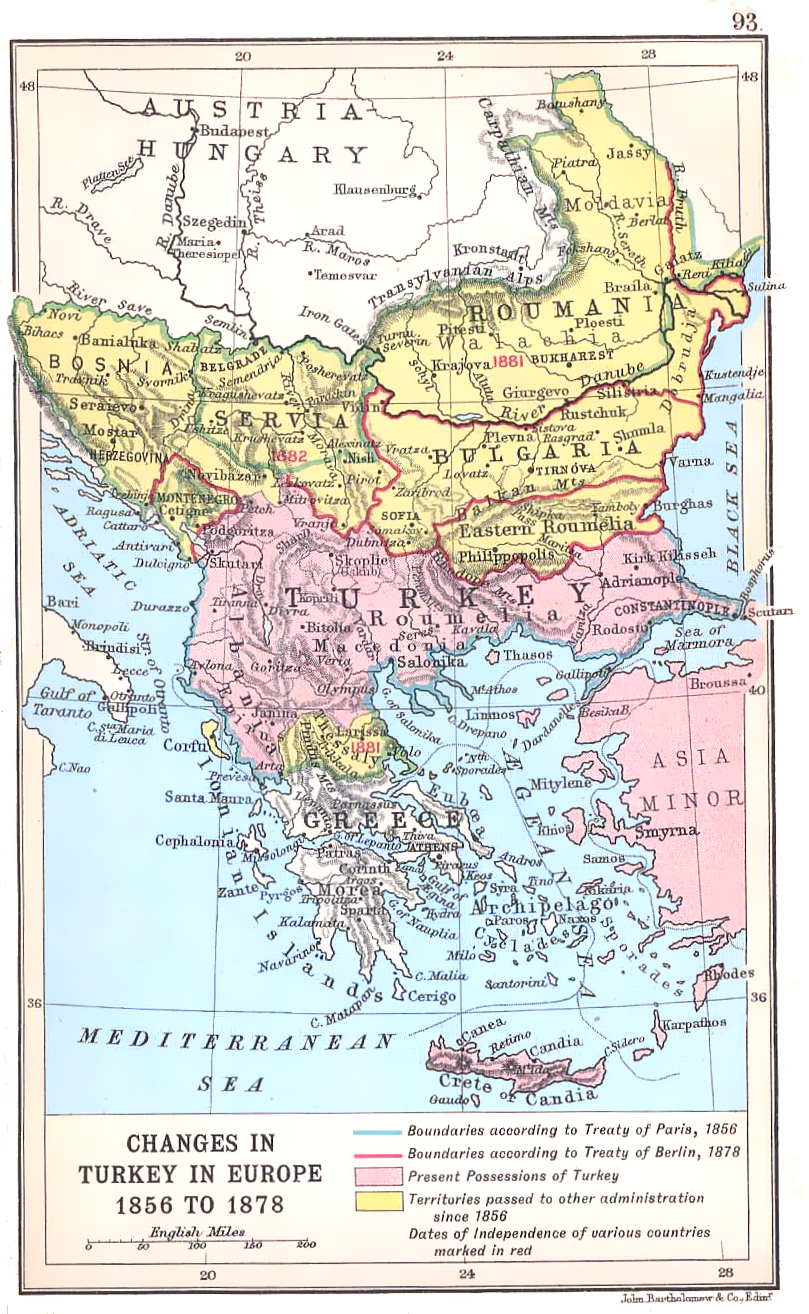
Mapa da península balcânica mostrando as fronteiras do império turco otomano depois do tratado de Paris de 1856 (linha azul clara) e depois do Tratado de Berlim de 1878 (linha vermelha)

Várias razões esclarecem as origens deste novo capítulo da Questão Oriental. Acentuou-se a fraqueza do Império Otomano e persistiu a latente rivalidade anglo-russa, sobretudo pelo desenvolvimento do Porto de Odessa, exportador de trigo russo. Tal situação forçou o estrangulamento das exportações desse cereal dos principados danubianos, como única forma de se evitar sua concorrência. Uma obscura disputa religiosa também esteve presente. Pelos termos dos tratados negociados durante o século XVIII, a França seria a guardiã dos católicos romanos no Império Otomano, enquanto, a Rússia seria protetora dos cristãos ortodoxos. Durante vários anos, porém, católicos e ortodoxos tinham contestado a posse da Igreja da Natividade e a Igreja do Santo Sepulcro na Palestina. Durante o início da década de 1850, os dois lados fizeram exigências que o sultão não poderia satisfazer simultaneamente. Em 1853, o sultão decidiu a favor dos católicos, apesar dos veementes protestos dos ortodoxos.
O czar Nicolau expediu então um diplomata, o Príncipe Menshikov, em uma missão especial para o Império Otomano. Por tratados anteriores, o sultão ficou obrigado a "proteger a religião cristã e as suas Igrejas", mas Menshikov tentou negociar um novo tratado, ao abrigo do qual a Rússia seria autorizada a intervir sempre que ela considerar a proteção do sultão insuficiente. Ao mesmo tempo, no entanto, o governo britânico enviou Stratford Canning, 1.º Visconde de Redcliffe. Através desta hábil diplomacia, Lorde Stratford convenceu o Sultão a rejeitar o tratado, o que comprometeu a independência dos otomanos. Pouco depois de notar o fracasso da diplomacia de Menshikov, tropas do imperador Nicolau marcharam sobre a Moldávia e Valáquia (principados otomanos que a Rússia reconheceu como áreas de influência da Igreja Ortodoxa), utilizando a incapacidade do sultão de resolver a questão dos "lugares santos" como um pretexto. O czar Nicolau I acreditava que as potências da Europa não iriam opor-se fortemente à anexação de algumas províncias otomanas vizinhas, especialmente tendo em conta o envolvimento russo em reprimir as revoluções de 1848.
Quando o imperador enviou suas tropas para a Moldávia e a Valáquia (os "Principados do Danúbio"), o Reino Unido, que visava manter a segurança do Império Otomano, enviou uma frota para o Estreito de Dardanelos, que acabou a juntar-se a outra frota enviada pela França. Ao mesmo tempo, porém, as potências da Europa esperavam um compromisso diplomático. Os representantes das quatro grandes potências neutras: Reino Unido, França, Áustria e Prússia se reuniram em Viena, onde se elaborou uma nota que se esperava que fosse aceitável para a Rússia e para o Império Otomano. A nota teve a aprovação do imperador da Rússia, no entanto, foi rejeitada pelo sultão Abdul Mejide I, que considerou que o documento aberto a várias interpretações. O Reino Unido, a França e a Áustria se uniram ao propor alterações às medidas para o sultão, porém suas sugestões foram ignoradas no Tribunal de São Petersburgo. A Grã-Bretanha e a nação francesa anularam então o propósito de continuar as negociações, mas a Áustria e a Prússia não acreditaram que a rejeição da proposta de alteração justificava o abandono do processo diplomático. O sultão procedeu à guerra, e os seus exércitos atacarem o exército russo perto do rio Danúbio. Nicolau respondeu por remeter a guerra, que destruiu toda a frota otomana em Sinope em 30 de novembro de 1853, tornando possível a vitória russa sobre os otomanos com bastante facilidade. A destruição da frota otomana e a ameaça da expansão russa alarmaram tanto o Reino Unido quanto a França, que reforçaram seus apelos à defesa do Império Otomano. Em 1854, depois de a Rússia ignorar um ultimato anglo-francês para se retirar dos principados do Danúbio, o Reino Unido e a França declararam guerra.
O imperador Nicolau I presumiu que a Áustria, em troca do apoio prestado durante as Revoluções de 1848, ficaria ao seu lado, ou pelo menos permaneceria neutra. A Áustria, porém, sentiu-se ameaçada pelas tropas russas dos principados vizinhos do Danúbio. Quando o Reino Unido e a França exigiram a retirada das forças russas dos principados, a Áustria apoiou-os e, embora não tenha declarado guerra imediatamente à Rússia, recusou-se a garantir a sua neutralidade. Quando, no Verão de 1854, a Áustria fez outro pedido para a retirada das tropas, a Rússia (que receava a entrada da Áustria na guerra) consentiu.
Embora as razões iniciais para a guerra fossem perdidas quando a Rússia retirou suas tropas dos principados danubianos, o Reino Unido e a França não conseguiram cessar as hostilidades. Determinados a resolver a Questão Oriental, colocando um fim à ameaça russa para o Império Otomano, os aliados propuseram várias condições para a cessação das hostilidades, incluindo a garantia de que a Rússia não mais avançaria na Europa Oriental. Em segundo lugar, pediu-se a Rússia para abandonar qualquer concessão frente ao Império Otomano que pudesse usar o pretexto de defesa dos cristãos ortodoxos. Em terceiro lugar, a Convenção dos Estreitos de 1841 deveria ser revista e, finalmente, era concedido o acesso ao rio Danúbio a todas as nações. Como o imperador se recusou a cumprir com os "Quatro Pontos", a Guerra da Crimeia prosseguiu.
As negociações de paz começaram em 1856 no âmbito do sucessor do imperador Nicolau I, Alexandre II. Nos termos do posterior Tratado de Paris, o plano dos "Quatro Pontos" proposto anteriormente foi amplamente respeitado e, sobretudo, os privilégios especiais da Rússia em relação aos principados do Danúbio foram transferidos para as grandes potências, como um grupo. Além disso, o imperador da Rússia e o sultão concordaram em não estabelecer qualquer arsenal naval ou militar na costa do Mar Negro. As cláusulas do Mar Negro vieram em uma enorme desvantagem para a Rússia, porque diminuíram grandemente a ameaça naval dela perante os otomanos. Além disso, todas as grandes potências se comprometeram a respeitar a independência e a integridade territorial do Império Otomano.
O Tratado de Paris auxiliou as negociações e concessões até 1871, quando a França foi esmagada pela Prússia na Guerra Franco-Prussiana. Pouco depois, a Prússia e vários outros estados alemães uniram-se para formar um poderoso Império Alemão. O imperador francês, Napoleão III, foi deposto e então foi formada uma nova República Francesa. Durante o seu reinado (que havia começado em 1852), o Imperador Napoleão, ansioso para conseguir o apoio do Reino Unido, se opôs à Rússia ao longo da Questão Oriental. A interferência russa no Império Otomano, porém, não ameaçava de maneira significativa os interesses da França. Assim, a nação francesa abandonou sua oposição ao imperador da Rússia, após o estabelecimento de uma república. Incentivada pela decisão francesa, e apoiada pelo ministro alemão Otto von Bismarck, a Rússia desrespeitou as cláusulas do tratado do Mar Negro acordado em 1856 Tal como o Reino Unido, por si só, não poderia fazer cumprir as cláusulas, a Rússia, estabeleceu mais uma vez estabeleceu uma frota no Mar Negro.

### Grande Crise Oriental
Em 1875, o território da Bósnia e Herzegovina se rebelou contra o seu governante, o sultão, na famosa Revolta Herzegovina que se refletiu em toda a província da Bósnia, bem como na Bulgária (na chamada Revolta de Abril). As grandes potências acreditavam que a sua intervenção seria necessária, a fim de evitar que uma desastrosa guerra sangrenta estourasse nos Bálcãs. Os primeiros a atuar foram os membros da Liga dos Três Imperadores (Alemanha, Áustria-Hungria e Rússia), cuja atitude comum em direção à Questão Oriental foi consagrada na Nota Andrássy (com o nome do diplomata húngaro Julius, conde Andrassy). A nota, procurando evitar uma conflagração generalizada no sudeste da Europa, incitou o sultão a instituir diversas reformas, incluindo uma concessão de liberdade religiosa aos cristãos. A comissão conjunta de cristãos e muçulmanos deveria ser elaborada para garantir a aprovação das reformas adequadas. Com a aprovação do Reino Unido e da França, a nota foi apresentada ao sultão, cujo acordo foi assegurado em 31 de janeiro de 1876. Os dirigentes herzegóvinos, porém, rejeitaram a proposta, salientando que o sultão já tinha feito promessas de instituição de reformas, mas não tinha cumprido.

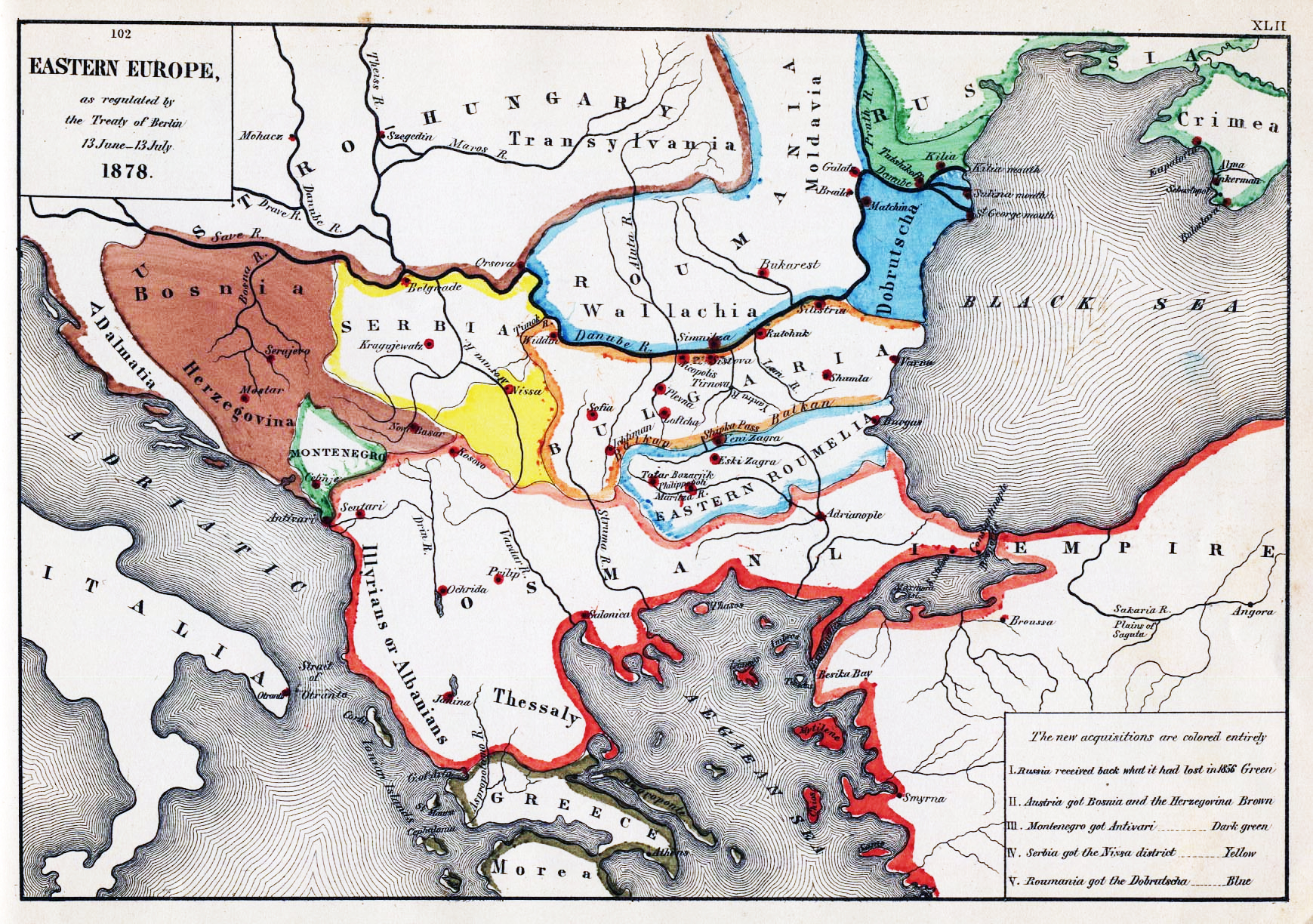
Bálcãs após a assinatura do Tratado de Berlim, 1878

Os representantes dos Três Imperadores reuniram-se mais uma vez, em Berlim, onde se aprovou o Memorando de Berlim, que seria uma tentativa de convencer os herzegóvinos que o sultão de fato iria manter suas promessas. O Memorando sugeriu que representantes internacionais seriam autorizados a supervisionar a instituição de reformas nas províncias rebeldes. Antes do Memorando ser aprovado pela Sublime Porta, o Império Otomano estava convulsionado por lutas internas, o que levou à deposição do sultão Abdulazize. O novo sultão, Murade V, foi da mesma maneira deposto três meses mais tarde, devido à sua instabilidade mental, levando Abdulamide II ao poder. Entretanto, as dificuldades dos otomanos tinham aumentado; seu tesouro estava vazio, e eles enfrentaram uma insurreição não só na Bósnia e Herzegovina e na Bulgária, mas também na Sérvia e em Montenegro. Ainda assim, o Império Otomano conseguiu esmagar os revoltosos em agosto de 1876. O resultado incomodou a Rússia, que tinha planejado tomar posse de vários territórios otomanos no sudeste da Europa no decorrer do conflito.
Depois que a revolta foi, em grande parte, suprimida, surgiram rumores de atrocidades otomanas cometidas contra a população rebelde que chocaram a sensibilidade europeia. A Rússia, agora destinada a entrar na guerra ao lado dos rebeldes, ainda esperava tirar proveito da situação para a aquisição de algumas das possessões otomanas. Outra tentativa de paz foi feita pelos delegados das grandes potências (que agora eram seis devido à ascensão da Itália), que se reuniram para uma conferência em Constantinopla. O sultão, no entanto, se recusou a comprometer a sua independência, permitindo aos representantes internacionais apenas a fiscalização da instituição de reformas na Bósnia e Herzegovina. Em 1877, as grandes potências, mais uma vez, tentaram negociar com o Império Otomano, mas suas propostas continuaram a encontrar a rejeição.
A Rússia declarou guerra em 24 de abril de 1877. Seu chanceler, o Príncipe Gorchakov, tinha efetivamente comprado a neutralidade austríaca com o Acordo de Reichstadt, sob o qual territórios otomanos capturados no decorrer da guerra seriam repartidos entre a Rússia e o império da Áustria-Hungria, com a última obtendo a Bósnia e Herzegovina. O Reino Unido, apesar de ainda temer a ameaça russa para o domínio britânico no sul da Ásia, não se envolveu no conflito. No entanto, quando a Rússia ameaçou tomar Constantinopla, Disraeli incitou a Áustria e a Alemanha a aliarem-se com ele contra os "objetivos tirânicos" do Império Russo. Como resultado, a Rússia pediu a paz através do Tratado de San Stefano, que impôs duras condições: o Império Otomano teve que conceder a independência da Romênia, da Sérvia e de Montenegro; conceder autonomia à Bulgária; instituir reformas na Bósnia e Herzegovina, e ceder a Dobruja e partes da Armênia para a Rússia, além de uma enorme indenização que deveria ser paga. Tal como a Rússia poderia dominar os estados recentemente independentes, a sua influência no sudeste da Europa foi fortemente aumentada pelo Tratado de San Stefano. Devido à insistência das grandes potências (especialmente do Reino Unido e da Áustria-Hungria), o tratado foi fortemente revisto no Congresso de Berlim de modo a reduzir as grandes vantagens adquiridas pela Rússia.
O Tratado de Berlim ajustou as fronteiras dos novos estados independentes, a favor do império. Além disso, a Bulgária foi dividida em dois estados distintos (o Principado da Bulgária e a Rumélia Oriental), pois temia-se que um único Estado seria passível de dominação russa. As concessões otomanas feitas à Rússia foram amplamente sustentadas, e à Inglaterra foi concedida a ilha de Chipre, além de a província da Bósnia e Herzegovina (embora ainda nominalmente dentro do Império Otomano) ter sido transferida para o controle da coroa austro-húngara.

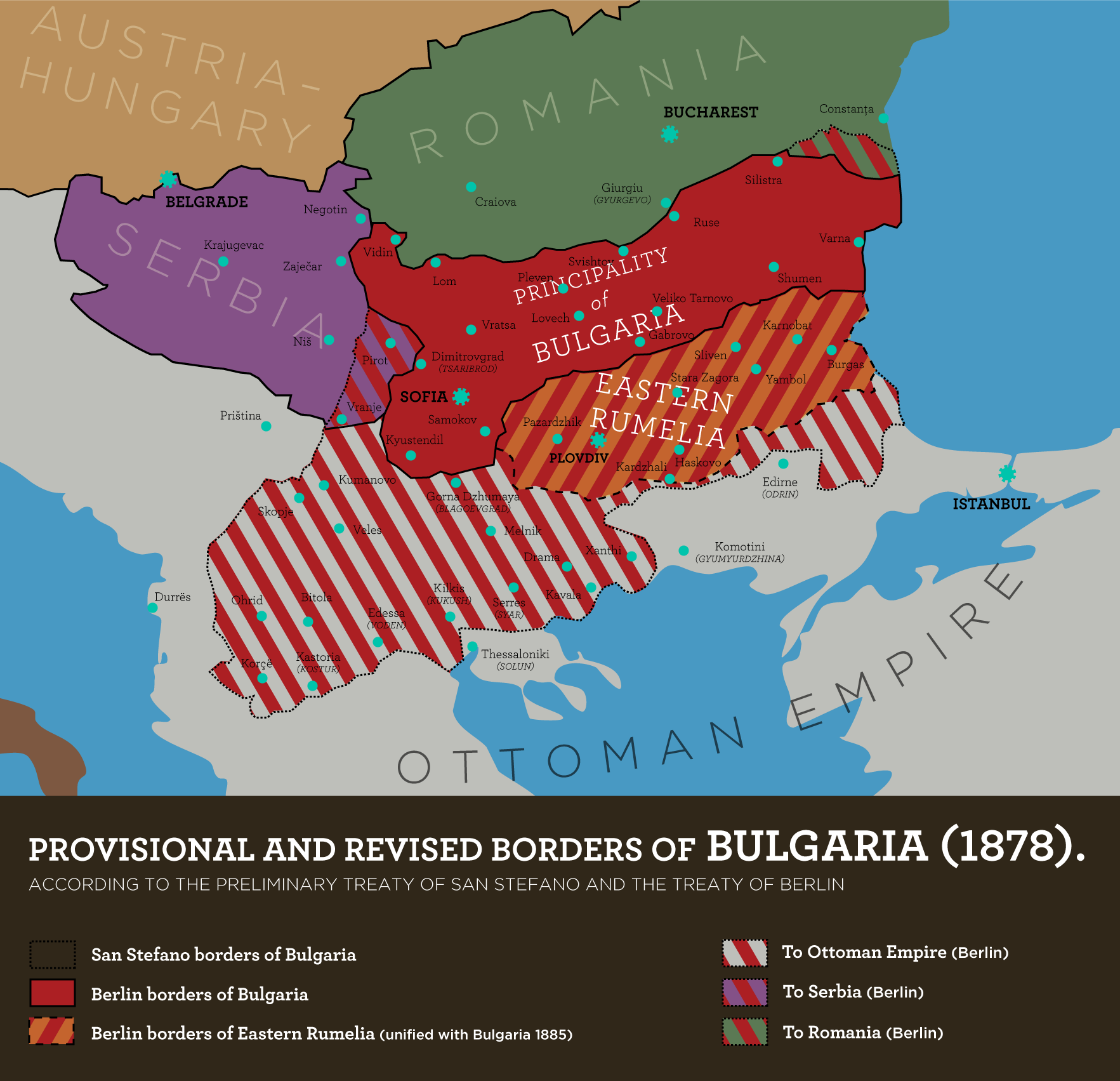
Fronteiras da Bulgária de acordo com o Tratado de San Stefano de 3 de março de 1878 e do subsequente Tratado de Berlim

### Crise Búlgara (1885-1888)
Desenvolvendo suas ambições balcânicas e usando de todos os recursos, inclusive o suborno, a Áustria conseguiu, em 1881, uma aliança com a Sérvia, e em 1883, um acordo com a Romênia, de sentido nitidamente anti-russo. Enquanto isso, a política czarista dirigia para a Bulgária, que, em 1885, uniu-se à Rumélia Oriental. Nesse mesmo ano, temendo o plano da “Bulgária Maior”, a Sérvia, apoiada pela Áustria, entra em guerra com a Bulgária. Tratou-se de uma guerra inútil, já que o acordo de paz assinado entre as duas nações balcânicas manteve as decisões do anterior Tratado de Berlim. A Rússia não pode evitar que, em 1887, o Príncipe Fernando Saxe-Coburgo, de tendências austrófilas, tomasse o poder na Bulgária. Este novo fracasso russo acirrou ainda mais sua rivalidade com a Áustria e com a Inglaterra, que temia, diante do caso búlgaro, outra investida russa contra os Estreitos Turcos.

### Questão de Creta (1895-1898)

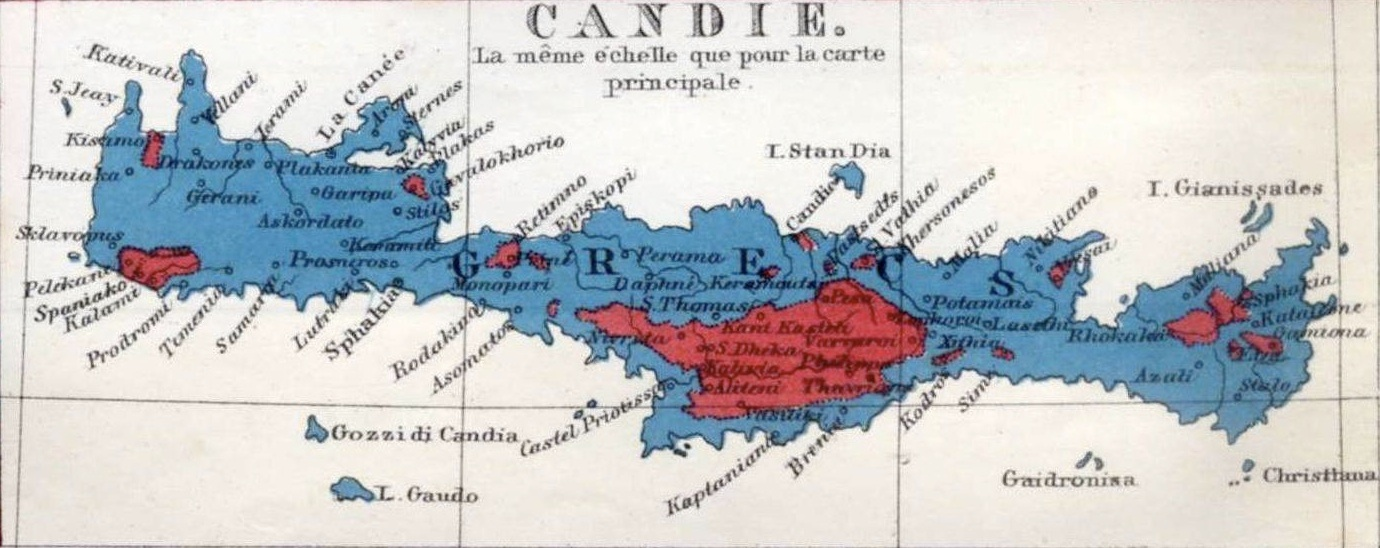
Mapa que mostra a divisão étnica da ilha de Creta (Candia) por volta de 1861; turcos estão em vermelho, e gregos em azul

A tensa situação da Ilha de Creta, habitada por uma maioria cristã ortodoxa em permanente estado de rivalidade com a minoria muçulmana, acarretou, em 1895, a eclosão de uma guerra civil entre os dois grupos. A decisão da Grécia de intervir na questão (1897) provocou uma nova crise, a Guerra Greco-Turca. Os otomanos, vitoriosos militarmente foram apoiados pelos alemães e austríacos, enquanto os gregos, pelos ingleses. Em dezembro de 1897, graças à intervenção da Inglaterra, França e Rússia, foi assinada a paz. A Turquia recebeu pequenas compensações na Tessália, a Grécia foi obrigada a pagar pesada indenização e Creta tornou-se autônoma, sob o governo de um príncipe grego, embora tutelada pelas potências que obtiveram a paz. Era o prenúncio da anexação de Creta à Grécia.

### Decadência e revoluções
Na sequência do Congresso de Berlim, a série de derrotas otomanas prossegue, e o controle da Tessália é perdido para a Grécia (1881), a Tunísia é ocupada pelos franceses (1881) e o Egito é invadido pela Grã-Bretanha (1882). A evolução interna da Turquia, por seu turno, não trazia um ambiente propício para impedir este estado das coisas. O sultão procurou fortalecer o pan-islamismo, a fim de se defender contra os gregos da Ásia Menor e dos armênios. Irritado com os novos fracassos internacionais, atos de terrorismo cristãos na Macedônia (Revolta de Ilinden) e, finalmente, com a intervenção de 1903 pelas potências ocidentais, o governo turco incentiva ainda mais o movimento pan-islâmico, o que catalisou a Revolução dos Jovens Turcos em 1908. Dessa forma, a revolução interna que derrubou Abdulamide II abriu caminho a novas perdas territoriais: a Bulgária, ainda com estatuto de estado vassálico, proclamou-se definitivamente independente em 1908, no mesmo ano em que a Bósnia passou totalmente para as mãos da Áustria-Hungria. Os Jovens Turcos adotam uma política ultranacionalista e arbitrária, o que desgostou as várias nacionalidades. Não tardaram a eclodir as Guerras Balcânicas (1912-1913), que custaram novas perdas aos turcos, já afastados da Líbia pelos italianos em 1911.

### Aliança teuto-otomana
Na última parte do século XIX, as posições de algumas das grandes potências em relação a si mesmas e ao Império Otomano começaram a mudar. Angustiada com a conduta dos alemães em rever o Tratado de San Stefano, a Rússia deixou a Liga dos Três Imperadores. A Alemanha aproximou-se então ainda mais da Áustria-Hungria, com quem concluiu a instituição da Dupla Aliança em 1879. A Alemanha também se tornou mais amigável em relação ao Império Otomano, que se tornou o próximo aliado alemão. Os alemães assumiram a reorganização do sistema financeiro e militar otomano e, em contrapartida, receberam várias concessões comerciais, incluindo a permissão para construir a Ferrovia Berlim-Bagdá (também conhecida como Estrada de Ferro Berlim-Bagdá), que garantiu-lhes o acesso a vários mercados econômicos importantes. A Alemanha foi conduzida não apenas pelos interesses comerciais, mas também por uma rivalidade imperialista e militarista com o Reino Unido (anteriormente o primeiro aliado do império do sultão). O Reino Unido, entretanto, acordou a Entente Cordiale com a França em 1904, assim como resolveu dar fim às diferenças entre os dois países sobre assuntos internacionais. O Reino Unido também se reconciliou com a Rússia em 1907 com a instituição da Entente Anglo-Russa.
Se tivesse sido concluída, a Berlim-Bagdá (e, em última instância, Baçorá) teria permitido o transporte e o comércio da Alemanha através da região do Golfo Pérsico, a partir do qual bens e fornecimentos poderiam ser trocados diretamente com as mais distantes colônias alemãs, e com todo o mundo. A ferrovia também era vital para garantir o suprimento do petróleo do Oriente Médio às indústrias alemães. Este acesso aos recursos, com o comércio menos afetado pelo controle do tráfego marítimo britânico teria sido benéfico para os interesses econômicos alemães.
A ferrovia também ameaçava os interesses russos, uma vez que era a evidente marca da influência alemã no combalido Império Otomano, e também porque era esperado que os produtos alemães fizessem concorrência aos russos nos mercados do Cáucaso e da Pérsia.

### Crise bósnia
Em 1908, o Comitê de União e Progresso (mais conhecido como Jovens Turcos), um partido político da oposição à regra absoluta do Sultão Abdulamide II, liderou uma revolta contra o seu governo. Os Jovens Turcos pró-reforma depuseram o sultão em 1909, substituindo-o com o ineficaz Maomé V Raxade. Nos anos seguintes, várias reformas constitucionais e políticas foram estabelecidas, mas a decadência do Império Otomano continuou.
Enquanto o clima político era tenso em Constantinopla, a Áustria-Hungria tentou tirar proveito da situação ao anexar formalmente a província da Bósnia e Herzegovina, que já estava sob sua administração, desde que o Tratado de Berlim havia sido ratificado. Foi alegado que as reformas constitucionais propostas pelos Jovens Turcos, que exigiam uma grau de autonomia fosse concedido às província otomanas, a Áustria foi forçada a agir, para proteger seus interesses. Também foi sugerido que a ação austro-húngara iria proteger o bem-estar econômico das regiões anexadas. Neste meio-tempo, ao declarar que iria apoiar um tratado que dava a concessão do direito de passagem livre de navios de guerra pelos estreitos turcos, a coroa austro-húngara ganhou o apoio russo para seu plano de anexação, que foi finalmente realizado em 6 de outubro de 1908, e que incluía o pagamento de uma grande quantia em dinheiro para pacificar o Império Otomano. Em contraponto, quando a Rússia declarou que iria buscar o acesso aos estreitos para suas naves de guerra, esta esbarrou na oposição de seus aliados (Reino Unido e França), que tornaram o negócio com a potência vizinha inoperante.
Os planos da Áustria-Hungria tiveram a oposição da Sérvia, que procurou ajuda russa. A Rússia, no entanto, não pôde se comprometer com nenhuma ajuda. A derrota na Guerra Russo-Japonesa a tinha devastado, e a Alemanha ameaçou apoiar a Áustria-Hungria durante uma guerra. O Reino Unido e a França, que não foram diretamente referidos com a anexação, não se envolveram. Assim, sem ajuda, a Sérvia foi forçada a renunciar à sua oposição à anexação da Bósnia e Herzegovina.

### A Guerra Ítalo-Turca (1911-1912)
A região da moderna Líbia (o Vilaiete de Tripolitânia) era parte do Império Turco Otomano. Aproveitando-se das dificuldades turcas decorrentes da Revolução dos Jovens Turcos e das atenções internacionais desviadas pela crise de Agadir, a Itália invadiu a Líbia. A resistência turca foi ínfima e o conflito foi resolvido de forma favorável aos italianos: pelo Tratado de Ouchy de 1912, a Itália ficou com a Líbia e, depois de outras negociações, com as ilhas de Rodes e do Dodecaneso no Mar Egeu. A derrota turca desencadeou outro conflito com repercussões internacionais mais graves – as Guerras Balcânicas.

### Guerras Balcânicas (1912-1913)

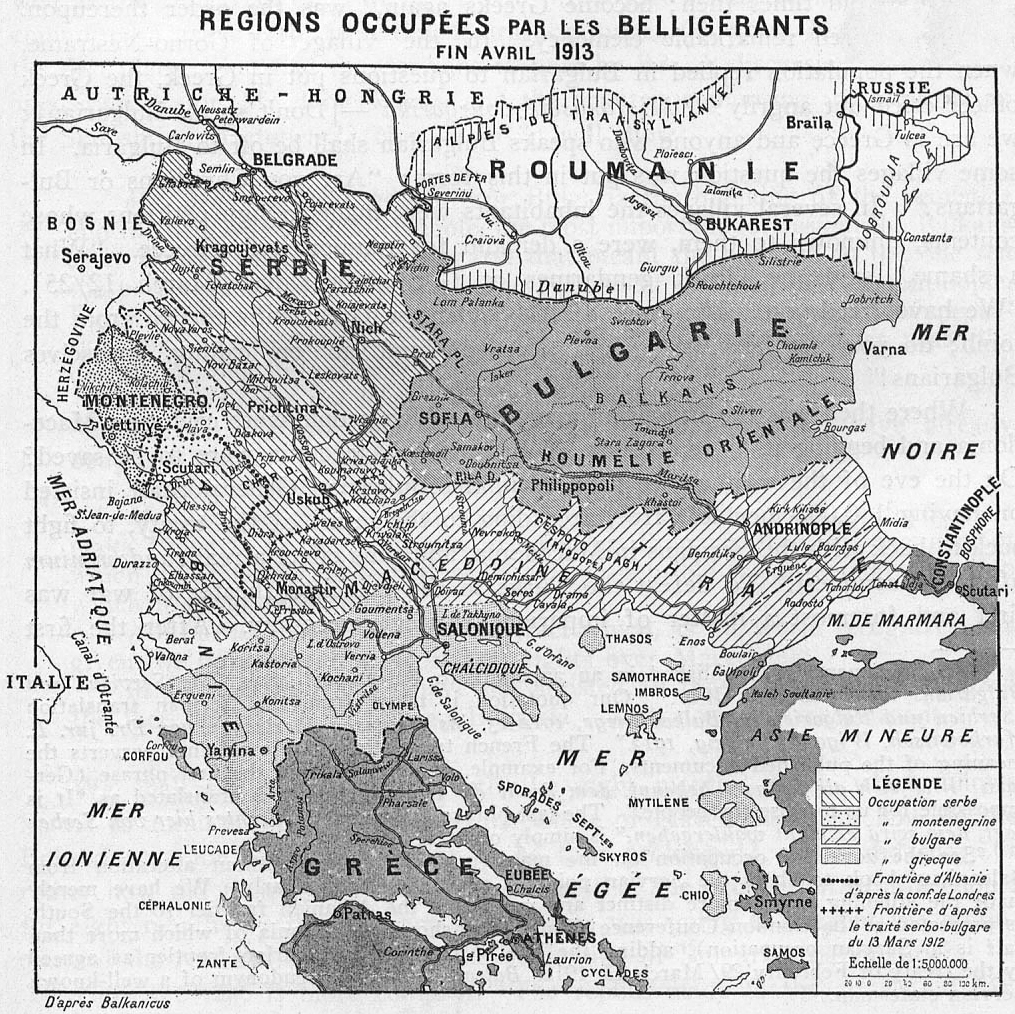
Mapa com os territórios ocupados pela Liga dos Bálcãs após a Primeira Guerra Balcânica. O Império Otomano aparece em cor mais escura, ao sul

Aproveitando-se da contínua debilidade do Império Otomano e de sua derrota na guerra contra a Itália, os países balcânicos tentaram tomar os últimos territórios turcos nos Bálcãs (Macedônia, Albânia, Kosovo, Trácia). No primeiro semestre de 1912, Bulgária, Sérvia, Montenegro e Grécia formaram a Liga Balcânica dirigida contra o Império Otomano. A repressão turca ao movimento nacionalista da Macedônia foi o pretexto para a Liga atacar o império, desencadeando a Primeira Guerra Balcânica (1912). Os turcos foram derrotados e a maior parte de seus territórios balcânicos foi dividida entre os membros da Liga. Contudo, a Áustria-Hungria e a Itália não aceitaram que a Sérvia anexasse a Albânia e obtivesse acesso ao Mar Adriático. O resultado foi o Tratado de Londres (maio de 1913), quando as grandes potências da Europa impuseram a independência albanesa. Frustradas, Sérvia e Grécia (que havia ocupado e perdido o sul da Albânia) exigiram compensações territoriais na Macedônia, anexada pela Bulgária. O conflito entre os antigos aliados precipitou a Segunda Guerra Balcânica (1913), que uniu Sérvia, Grécia, Montenegro, Romênia e o Império Otomano contra a Bulgária. Em um mês, os búlgaros foram derrotados e, pelo Tratado de Bucareste (agosto de 1913), a maior parte dos territórios que tinham conquistado aos turcos foi repartida entre os vencedores.
As Guerras Balcânicas tiveram importantes consequências nas relações internacionais, em alguns casos com desdobramentos sentidos ainda hoje: a ampliação do território da Sérvia fortaleceu o pan-eslavismo e assustou ainda mais a Áustria-Hungria, que passou a considerar como praticamente inevitável uma guerra para deter o nacionalismo sérvio. Entre os territórios adquiridos pelos sérvios estava Kosovo, habitado por albaneses, que se transformou em palco de um violento confronto entre as duas etnias, que perdura nos dias atuais. Além disso, a Bulgária aproximou-se da Alemanha, buscando apoio para recuperar os territórios perdidos. A Alemanha também conseguiu aumentar a sua influência no Império Otomano e, consequentemente, passou a se envolver mais diretamente no Oriente Médio, assustando a Grã-Bretanha e, principalmente, a Rússia.

### Primeira Guerra Mundial
A última grande crise da Questão Oriental acendeu o estopim para a deflagração da Primeira Guerra Mundial. Em 28 de junho de 1914, o Arquiduque Francisco Fernando, herdeiro do trono austríaco, e sua esposa, foram assassinados em Sarajevo, na Bósnia e Herzegovina, por Gavrilo Princip, um estudante a serviço da organização Mão Negra.
O governo de Viena responsabilizou a Sérvia, ao considerar Princip um instrumento de sua política nacionalista e enviou um violento ultimato ao governo sérvio. As exigências austríacas foram recusadas, sobretudo a que se referia ao envio de funcionários austro-húngaros à Sérvia, com o objetivo de descobrir os cúmplices do atentado. Com a negativa de Belgrado, as duas nações tomam medidas de mobilização, enquanto a Rússia resolveu proteger a Sérvia. Com isso, a Alemanha saiu em defesa de sua aliada, a Áustria-Hungria, e em 1 de agosto de 1914, iniciou-se o grande conflito mundial. A Bulgária e o Império Otomano combateram ao lado das Potências Centrais, ao passo que a Grécia, Sérvia e Romênia se alinharam com a Tríplice Entente, formada pela Rússia, Reino Unido e França.

### Fim do Império Otomano
Terminada a guerra, os Aliados desmembraram os impérios austríacos e otomanos, segundo o princípio das nacionalidades. Este, porém, imperfeitamente aplicado, beneficiou seus coligados. Pelos Tratados de Saint-Germain (setembro de 1919) com a Áustria, e pelo de Trianon (junho de 1920) com a Hungria, formaram-se várias nações independentes: Áustria, Hungria, Tchecoslováquia e Iugoslávia. Pelos Tratados de Neuilly (novembro de 1919), com a Bulgária, e de Sèvres (agosto de 1920), com o Império Otomano, a Bulgária foi reduzida e o Império Otomano foi desmembrado, ficando o território turco repartido entre as potências vencedoras.
Mais tarde, na Turquia, uma revolução levou ao poder Mustafá Kemal. A subsequente Guerra de Independência Turca não estava, porém, nos planos dos aliados. Kemal expulsou as tropas gregas, italianas e francesas, enfrentou a República da Armênia e chegou a ameaçar os britânicos, além disso, formou-se um parlamento em Ancara. Seguiu-se então a abolição do sultanato (1 de novembro de 1922). Expulsos os invasores e deposto o sultão, o governo de Ancara repudiou o tratado de Sèvres e celebrou um novo tratado de paz com os aliados, desta vez em melhores termos. O Tratado de Lausana (24 de julho de 1923) delimitava as fronteiras entre Grécia, Bulgária e Turquia; esta última abandonava suas reivindicações acerca de Chipre, Iraque e Síria. Dessa forma, encerrava-se a "Questão Oriental".

Evolução da península balcânica do século XIX aos dias atuais

Duração do domínio otomano
| Período de duração do domínio otomano nos Bálcãs |           |      |
| Países/regiões                                   | Datas     | Anos |
| Albânia                                          | 1468-1912 | 444  |
| Bósnia                                           | 1463-1878 | 415  |
| Bulgária                                         | 1396-1878 | 483  |
| Chipre                                           | 1571-1878 | 307  |
| Croácia                                          | 1526-1699 | 173  |
| Grécia                                           | 1456-1830 | 374  |
| Herzegovina                                      | 1482-1878 | 396  |
| Hungria                                          | 1526-1699 | 173  |
| Macedônia                                        | 1371-1913 | 542  |
| Valáquia (Romênia)                               | 1476-1829 | 353  |
| Moldávia (Romênia)                               | 1504-1829 | 325  |
| Sérvia                                           | 1389-1829 | 440  |